# Soubroukou
Soubroukou est un village situé dans l'arrondissement de Djougou I. Il fait partie des 15 quartiers de ville de l'arrondissement que sont Founga, Gah, Kamourou, Killir, Madina, Petoni-poho, Sassirou, Serlo, Taifa , Zongo, Morwatchohi, Petoni-Gorobani, Sapaha et Gogoniga.

## Histoire
Soubroukou devient officiellement un quartier de ville de Djougou I le 27 mai 2013 après la délibération et l'adoption par l'assemblée nationale du Bénin le 15 février 2013 de la loi n° 2013-05 du 15/02/2013. Cette loi porte création, organisation, attribution et fonctionnement des unités administratives locales en République du Bénin.